# Народни музеј у Врању
Народни музеј у Врању основан је 1960. године и и носио је назив народног хероја Симе Погачaревића. Временом је прерастао у музеј комплексног типа са неколико збирки: археолошком са нумизматичком, етнолошком, историјском и збирком савременог сликарства.
Седиште музеја смештено је у згради селамлука Пашиног конака саграђеној 1765. године и располаже површином од 400 m² изложбеног простора са око 30 хиљада музеалија из области етнологије, археологије и културне историје. Из етнолошке збирке изложени су по собама одевни предмети - стара градска и сеоска ношња из XIX и почетка XX века и употребни предмети - покућство из истог периода. На спрату музејске зграде су Спаваћа соба с почетка XX века, Девојачка соба и Дневни салон. У холовима (приземље и спрат) су предмети из археолошке збирке: питоси, стеле, надгробни споменици, уломци керамике и алата од неолита до средњег века.
Музеј-кућа Боре Станковића отворена је 1967. године у оквиру музеја и у њој су изложени предмети који су припадали писцу и члановима његове породице, као и плакати, фотографије позоришних представа и издања његових књига и дела добитника „Борине награде“. Музеју се од 1992. године прикључује и Галерија Народног музеја.

## Сталне поставке и делатности
Музеј располаже са 19.515 предмета подељених у седам збирки - археолошка, етнолошка, графичка, историјско-уметничка, ликовна, нумизматичка и примењена уметност. Најбројнија је нумизматичка збирка. Поред основне делатности Музеј организује и додатне програме. Поред изложби музеј организује и предавања, трибине, радионице и друге пратеће програме, и то у просеку 25 годишње. 
Након 5 година реконструкције почео је поново са радом у марту 2022. са новом сталном поставком.